# Superliga femenina de fútbol de Venezuela 2020
La temporada 2020 de la Superliga Femenina de Fútbol de Venezuela sería la 4.ª edición de dicho torneo.
El torneo original que había dado inicio a mediados del mes de marzo, no se alcanzaron a disputar jornadas, pero luego fue suspendido en definitivo debido a la pandemia por coronavirus.
El equipo campeón clasificaba a la Copa Libertadores Femenina 2021.

## Modalidad
El campeonato se jugará en dos torneosː Apertura y Clausura. Los clubes estarán divididos en dos grupos de 7 equipos, quienes jugarán el formato todos contra todos a dos ruedas. Los dos primeros equipos de cada grupo clasificaran a las semifinales para disputar el título del torneo corto.
Los campeones de ambos torneos (Apertura y Clausura) se enfrentan en una final, a partidos de ida y vuelta para definir al campeón, y la estrella de la temporada.

## Equipos
Los 14 equipos participantes en la temporada 2020 de la Superliga Femenina Fútbol son los siguientes:
| Equipo                     | Ciudad         | Estadio                                |
| -------------------------- | -------------- | -------------------------------------- |
| Deportivo Lara             | Cabudare       | Estadio Farid Richa                    |
| Gran Valencia Maracay      | Maracay        | Estadio Giuseppe Antonelli             |
| Arroceros de Calabozo      | Calabozo       | Estadio Alfredo Simonpietri            |
| Atlético Venezuela         | Caracas        | Cancha Fuerte Tiuna                    |
| Caracas FC                 | Caracas        | Cocodrilos Sport Park                  |
| Deportivo La Guaira        | Los Teques     | Polideportivo El Paso "Arnaldo Arocha" |
| Estudiantes de Caracas     | Caracas        | Cancha Universidad Metropolitana       |
| Estudiantes de Mérida      | Mérida         | Guillermo Soto Rosa                    |
| Flor de Patria Fútbol Club | Valera         | Jose Alberto Pérez                     |
| Lala FC                    | Ciudad Guayana | Complejo Deportivo LALA                |
| Monagas S.C                | Maturín        | Cancha Alterna Monumental de Maturín   |
| Zulia FC                   | Maracaibo      | Cancha La Victoria                     |

### Personal e indumentaria
| Equipo                      | Capitana         | Director Técnico  | Marca Deportiva | Patrocinador                                              |
| --------------------------- | ---------------- | ----------------- | --------------- | --------------------------------------------------------- |
| A.C.C.D. Mineros de Guayana |                  | Maico Guerra      | Sport Jugados   | Gobierno Bolivariano de Bolívar                           |
| Deportivo Lara              |                  |                   | Uhlsport        |                                                           |
| Academia Puerto Cabello     |                  |                   | Uhlsport        | Alcaldía de Puerto Cabello Aruba Airlens samsung Clix BOD |
| Arroceros de Calabozo       |                  |                   |                 |                                                           |
| Atlético Venezuela          | Yeini Rosal      |                   | Givova          |                                                           |
| Caracas FC                  |                  | Gimino Tropiano   | Adidas          | Maltín Polar                                              |
| Deportivo La Guaira         | Erilyn Hernández | Edward Agustín    | Adidas          | Traki                                                     |
| Estudiantes de Caracas      | Andreína Lacruz  | Orlando Mejía     | Bethoben        | Seguros La Vitalicia                                      |
| Estudiantes de Mérida       |                  |                   | Ulter Sport     | Arant - Supplies                                          |
| Flor de Patria Fútbol Club  | Petra Cabrera    | Robert Márquez    | Kuikak Sports   | Cafe Flor de Patria                                       |
| Lala FC                     | Génesis Flores   | Domingo López     |                 | Fundación LALA                                            |
| Monagas SC                  |                  | Eberth Valdivieso | RS21            | Gobierno Bolivariano de Monagas                           |
| Zamora FC                   | Naylé Quintero   | Yllenis Pérez     | Uhlsport        | PDVSA                                                     |
| Zulia FC                    | Michelle Romero  | Liria Ferrer      | Uhlsport        | PDVSA                                                     |